# Лях Юрій Іванович
Лях Ю́рій Іва́нович (15 серпня 1965, Дніпропетровськ — 3 грудня 2004, Київ) — банкір, голова правління ЗАТ «Український кредитний банк», заслужений економіст України.

## Біографічні відомості
Народився 5 серпня 1965 року в Дніпропетровську. Закінчив Київський торговельно-економічний інститут. Після закінчення інституту працював у Центральному універмазі Києва на посаді замзавсекцією, а також у Київському міськкомі комсомолу. Банківську кар'єру починав в українській філії «Інкомбанку». Пізніше продовжив свою кар'єру в ІКБ «Інокобанк», АБ «Інко», АБ «Ділова Росія». Був начальником відділу валютних ресурсів в АКБ «Україна», де трудився пліч-о-пліч з майбутнім Президентом України Віктором Ющенком. У грудні 1992 року Ю. І. Лях зайняв посаду голови правління ЗАТ «Український кредитний банк».

Могила Юрія Ляха

3 грудня 2004 року, у дні «Помаранчевої революції», його знайшли мертвим у власному кабінеті в офісі «Українського кредитного банку». За інформацією правоохоронців, Ю. І. Лях вчинив самогубство, перерізавши артерії на шиї канцелярським ножем для паперу. Похований на Міському кладовищі «Берківці».